# كيفن ماس
كيفن ماس (بالإنجليزية: Kevin Maas)‏ هو لاعب كرة قاعدة أمريكي، ولد في 20 يناير 1965 في مقاطعة ألاميدا في الولايات المتحدة.

## وصلات خارجية
- كيفن ماس على موقع دوري كرة القاعدة الرئيسي (الإنجليزية)
- كيفن ماس على موقع الدوري الياباني لكرة القاعدة (الإنجليزية)
- كيفن ماس على موقعبيزبول رفرنس.كوم (الدوري الرئيسي) (الإنجليزية)
- كيفن ماس على موقعبيزبول رفرنس.كوم (الدوري الثانوي) (الإنجليزية)
- كيفن ماس على موقع إي إس بي إن.كوم (أم.أل.بي) (الإنجليزية)
- كيفن ماس على موقع مشجعي الرسوم البيانية (الإنجليزية)